# Talisia retusa
Talisia retusa är en kinesträdsväxtart som beskrevs av Richard Sumner Cowan. Talisia retusa ingår i släktet Talisia och familjen kinesträdsväxter. Inga underarter finns listade i Catalogue of Life.